# Buteo japonicus
La poiana giapponese (Buteo japonicus Temminck & Schlegel, 1844) è un uccello rapace della famiglia Accipitridae, diffuso in Estremo Oriente.